# Eckhard Jedicke
Eckhard Jedicke (* 1962 in Bad Arolsen) ist ein deutscher Geograph und Landschaftsplaner mit Schwerpunkt Landschaftsökologie, Naturschutz und Landschaftsplanung. Er wirkt seit 2016 als Professor für Landschaftsentwicklung an der Hochschule Geisenheim und leitet dort das Kompetenzzentrum Kulturlandschaft (KULT). Von 2020 bis 2024 übte er die Co-Leitung des Studienbereichs Landschaftsarchitektur aus. Er ist Mitglied des Senats der Hochschule Geisenheim. Seit 1991 arbeitet er als Schriftleiter der Fachzeitschrift „Naturschutz und Landschaftsplanung“ (Verlag Eugen Ulmer), seit 2021 verantwortet er als wissenschaftlicher Herausgeber der Zeitschrift insbesondere den peer-reviewten Teil.

## Leben
Eckhard Jedicke absolvierte von 1981 bis 1983 seinen Zivildienst in der Naturschutz-Akademie Hessen in Wetzlar. Nach einem Redaktionsvolontariat studierte er an der Justus-Liebig-Universität Gießen als Stipendiat der Studienstiftung des deutschen Volkes Geographie mit den Nebenfächern Botanik und Bodenkunde. 1990 wurde Jedicke am Geographischen Institut der Justus-Liebig-Universität Gießen bei Willibald Haffner zum Thema Biotopverbund promoviert, 1998 habilitierte er sich, gefördert mit Stipendien durch die Deutsche Forschungsgemeinschaft, am heutigen Karlsruher Institut für Technologie bei Manfred Meurer am Institut für Geographie und Geoökologie zu Vogelgemeinschaften und Biotopschutz im Wald in Abhängigkeit von forstlichen Nutzungsweisen. Er lehrte zwischen 1991 und 2016 als Lehrbeauftragter, Privatdozent und apl. Prof. am Karlsruher Institut für Technologie, an der Johann Wolfgang Goethe-Universität Frankfurt am Main und der Universität Rostock.

## Forschung und Lehre
Seit 1996 arbeitet er mit Forschungs- und Umsetzungsprojekten im Bereich Naturschutz und Landnutzung, als Gutachter und Redner. Er hat mehr als 190 Publikationen veröffentlicht. Seine aktuellen Hauptarbeitsgebiete in Forschung und Wissenstransfer liegen durch die Verknüpfung von Schutz und Nutzung in der ko-kreativen Entwicklung multifunktionaler Landschaften, welche möglichst vielfältige Ökosystemleistungen (Ökosystemdienstleistung) für die menschliche Gesellschaft erbringen, sowie der konzeptionellen Weiterentwicklung des Naturschutzes.

## Publikationen (Auswahl)
- Thomas Fartmann, Eckhard Jedicke, Merle Streitberger und Gregor Stuhldreher (2021): Insektensterben in Mitteleuropa – Ursachen und Gegenmaßnahmen. Ulmer, Stuttgart, 303 S. ISBN 978-3-8186-0944-3
- Wolfgang Riedel, Horst Lange, Eckhard Jedicke und Markus Reinke (2016): Landschaftsplanung. Springer, Berlin, 3. Aufl., 546 S. ISBN 978-3-642-39854-4 (Druckausgabe), ISBN 978-3-642-39855-1 (E-Book)
- Eckhard Jedicke (1994): Biotopverbund. 2. Aufl., 287 S. ISBN 978-3-8001-3324-6
- Eckhard Jedicke, Wilhelm Frey, Martin Hundsdorfer und Eberhard Steinbach (1993): Praktische Landschaftspflege – Grundlagen und Maßnahmen. Eugen Ulmer, Stuttgart, 2. Aufl., 280 S. ISBN 3-8001-4091-8
- Leonie Jedicke und Eckhard Jedicke (1992): Farbatlas Landschaften und Biotope Deutschlands. Eugen Ulmer Verlag, Stuttgart 1992, ISBN 978-3-8001-3320-8